# Dave Foster
Pour les articles homonymes, voir Foster.
Dave Foster est un batteur américain connu pour avoir brièvement été le batteur du groupe Nirvana.

## Biographie
Dave Foster est engagé en 1988 par Kurt Cobain et Chris Novoselic pour être le nouveau batteur de Nirvana sur les recommandations de Dale Crover, précédent batteur du groupe. Foster joue seulement deux concerts avec le groupe et son tempérament colérique leur cause des problèmes. Après avoir frappé le fils du maire de Cosmopolis, Foster passe deux semaines en prison et se fait retirer son permis de conduire. Il ne peut alors plus se rendre à Tacoma où ont lieu les répétitions du groupe. Cobain et Novoselic décident donc de le renvoyer mais sans l'en informer officiellement. C'est seulement deux mois plus tard que Foster apprend qu'il ne fait plus partie du groupe en voyant une annonce indiquant que Nirvana se produisait en concert le soir même. Cobain avait écrit une lettre à Foster l'informant de son renvoi et son remplacement par Chad Channing mais ne la lui a jamais envoyée.
Après son renvoi de Nirvana, Foster a joué pour des petits groupes du Nord-Ouest des États-Unis.